# Hopfgarten in Defereggen
Hopfgarten in Defereggen är en ort och kommun i distriktet Lienz i förbundslandet Tyrolen i Österrike.
Kommunen består av sju orter (Ortschaften) (inom parentes invånarantal 1 januari 2024):
- Dölach (125)
- Hof (60)
- Hopfgarten in Defereggen (233)
- Lerch (50)
- Plon (145)
- Rajach (28)
- Ratzell (22)